# Stephan Hirschenstierna
Stephan Gambrotius Hirschenstierna, född 10 november 1624 i Franzburg, död 31 januari 1672 i Stockholm, var en svensk diplomat.
Stephan Hirschenstierna var son till oberamtmannen Georg Gambrotius. Han blev sekreterare hos svenske generalkrigskommissarien Peter Brandt 1664 och var från 1647 sekreterare hos krigspresidenten Alexander von Erskein, först i fält och därefter vid exekutionskongressen i Nürnberg. År 1651 utnämndes Hirschenstierna till geheime- och kammarsekreterare hos pfalzgreve Karl Gustav. 1657 sändes han som svensk envoyé till Mecklenburg och Holstein och utnämndes 1658 till krigsråd. Under Karl X Gustavs andra danska krig sändes Hirschenstierna 1659 i diplomatiskt uppdrag till nedersachsiska kretsdagen i Hildesheim. Hirschenstierna adlades 1661. Åren 1661–1664 användes han flera gånger för uppdrag i Frankrike. Franska regeringen förmådde honom att, oaktat han saknade bemyndigande därtill, att 1664 författa ett memorial vari Sveriges synpunkter på de svensk-franska förbindelserna ytterst frispråkigt framlades. År 1665 blev Hirschenstierna utnämnd till svenskt hovråd. I sina brev och depescher samt i en berättelse om sin beskickning 1664 har Hirschenstierna givit intressant karaktäristik på de ledande franska statsmännen, särskilt Jean-Baptiste Colbert och Hugues de Lionne.